# Witold Małcużyński
Witold Malcuzynski (Varsovia, 10 de agosto de 1914 - Mallorca, 17 de julio de 1977) fue un pianista polaco.

## Biografía
Sigue estudios de derecho y de filosofía, antes de girarse hacia la música a la edad de veinte años. Formado por un alumno de Ferruccio Busoni y por Ignacy Paderewski, después por Marguerite Long y Isidor Philipp, se convierte en concertista de nivel internacional.
Sostenido por Józef Turczyńesquí su profesor de música en Varsovia, es laureado (3.º premio) del III Concurso internacional de piano Frédéric Chopin en 1937. Encuentra allí a Colette Gaveau, pianista igualmente laureada del concurso Chopin, e hija del fundador de la célebre marca de pianos, que se convierte en su compañera.
Su carrera internacional comienza en otoño de 1939 en París, mientras el ejército alemán invade Polonia. Toca en París en enero de 1940 bajo la dirección de Albert Wolff con los conciertos Pasdeloup, precisamente el Concierto para piano n.º 2 de Chopin.
Poco después de la capitulación de Francia, se fuga a Portugal y después a Argentina y América del Norte.
En los años 1940-1942 hace una gira triunfal en la mayoría de los países de América del Sur. Gracias al amparo de Yehudi Menuhin es introducido en Estados Unidos donde entre 1942 y 1945, toca bajo la dirección de Serge Koussevitzky, Dimitri Mitropoulos, Pierre Monteux, Fritz Reiner, Artur Rodziński, George Szell, o Paul Paray.
Después de la guerra da conciertos en las dos Américas, en Australia, India y Ceilán. En 1949 inaugura el Año Chopin con un recital al Carnegie Hall de Nueva York. Graba en Londres en abril de 1953 y da tres conciertos y un recital en París en mayo, antes de marchar para América del Sur. Toca nuevamente en Polonia en 1958.
Es miembro del jurado del Concurso internacional de piano Frédéric Chopin en 1960 y 1970 y del jurado del Concurso musical internacional Reina Élisabeth de Bélgica en 1960.
Gran especialista de Frédéric Chopin, deja varias grabaciones de referencia como las Polonesas, las Mazurkas,
las Baladas, los Scherzos, los Valses, la 2.ª Sonata en si bémol menor, la Fantasía en fa menor y el 2.º Concierto en fa menor.
Es también un intérprete mayor de Ludwig van Beethoven (Appassionata), Franz Liszt (Sonata en si menor), César Franck (Preludio, coral y fugue), Johannes Brahms, Piotr Ilich Chaikovski, Serguéi Rajmáninov (3.º Concerto para piano) Aleksandr Skriabin, Karol Szymanowski, Claude Debussy, Béla Bartók y Serguéi Prokófiev.
El arte pianístico de Witold Malcuzynski enlaza con la gran tradición de los virtuosos románticos.
Witold Malcuzynski murió en Mallorca el 17 de julio de 1977 a la edad de 62 años.

## Discografía seleccionada (CD)
- 1989 Witold Małcużyński Plays Chopin (Polskie Nagrania)
- 1993 Witold Małcużyński - Fantasies-Nocturnes-Scherzos (Allegro Corporation)
- 1993 Malcuzynski Plays Chopin - Grand Polonaise, Volume 2 (Allegro Corporation)
- 1994 Malcuzynski: Artist Profile (Chopin: Piano Concerto No. 2/Piano Sonata No. 3/Waltzes/Mazurkas) (EMI Classic)
- 1999 Witold Małcuzynski - Chopin-Rachmaninov (Dante)
- 2000 Witold Malcuzynski Plays Chopin, Liszt and Szymanowski (Piano Masters) (Pearl)
- 2001 Witold Malcuzynski - Brahms-Beethoven-Chopin (Aura Classics)
- 2001 Witold Malcuzynski Plays Great Romantic Piano Music (2CD) (Royal Long Players)
- 2003 Witold Małcużyński Brahms-Franck-Bach-Busoni (Polskie Nagrania)
- 2006 Witold Małcużyński - Johannes Brahms Piano Concerto No.1 in D minor op.15 (Polskie Nagrania)
- 2007 Witold Małcużyński - Chopin: Piano Concerto No. 2; Rachmaninov: Piano Concerto No. 3 (nagr. 1946-1949) (Guild)
- 2007 Witold Malcuzynski Intermezzo (Fabula Classica)
- 2010 Witold Małcużyński - Chopin (digipack) (Polskie Radio)

## Citas
- Émile Vuillermoz subrayaba « el tacto, el sabor y la inteligencia infalible » de sus interpretaciones.
- Edward O.D. Downes, después de su debut al Carnegie Hall, distinguía « su imulso, gran estilo y visionario fuego interior ».